# All the Hits Tour
All the Hits Tour – dwudziesta dziewiąta solowa trasa koncertowa Eltona Johna; w jej trakcie odbyły się pięćdziesiąt trzy koncerty, które obejrzało łącznie 39 359 osób. Niektóre koncerty stanowiły festiwale rockowe.

## Lista utworów
1. "Funeral for a Friend"/"Love Lies Bleeding"
2. "Bennie and the Jets"
3. "Candle in the Wind"
4. "All the Girls Love Alice"
5. "Levon"
6. "Tiny Dancer"
7. "Believe"
8. "Daniel"
9. "Philadelphia Freedom"
10. "Goodbye Yellow Brick Road"
11. "Rocket Man"
12. "Hey Ahab"
13. "I Guess That’s Why They It Call Blues"
14. "The One"
15. "Your Song"
16. "Burn Down the Mission"
17. "Sad Songs (Say So Much)"
18. "Don’t Let the Sun Go Down on Me"
19. "The Bitch Is Back"
20. "I’m Still Standing"
21. "Your Sister Can’t Twist (But She Can Rock’n’Roll)"
22. "Saturday’s Night Alright For Fighting"
23. "Crocodile Rock"

## Lista koncertów
1. 10 stycznia 2015 – Honolulu, Hawaje, USA – Neal S. Blaisdell Center
2. 27 lutego 2015 – Cincinnati, Ohio, USA – U. S. Bank Arena
3. 28 lutego 2015 – Reading, Pensylwania, USA – Santander Arena
4. 4 marca 2015 – Huntsville, Alabama, USA – Von Braun Center
5. 6 marca 2015 – Miami, Floryda, USA – American Airlines Arena
6. 7 marca 2015 – Orlando, Floryda, USA – Amway Center
7. 10 marca 2015 – Augusta, Georgia, USA – James Brown Arena
8. 11 marca 2015 – Fayetteville, Karolina Północna, USA – Cumberland County Crown Coliseum
9. 13 marca 2015 – Greenville, Karolina Południowa, USA – Bon Secourn Wellness Arena
10. 14 marca 2015 – Jacksonville, Floryda, USA – Jacksonville Veterans Memorial Arena
11. 1 maja 2015 – Woodland, Teksas, USA – Cynthia Woods Michelle Pavillion
12. 2 maja 2015 – Nowy Orlean, Luizjana, USA – Fair Grounds Race Course (Jazz & Heritage Festival)
13. 31 maja 2015 – Kent, Anglia – Kent Showground
14. 6 czerwca 2015 – Colwyn Bay, Walia – Eirias Stadium
15. 7 czerwca 2015 – Gloucester, Anglia – Kingsholm Stadium
16. 10 czerwca 2015 – Cardiff, Walia – Motorpoint Arena Cardiff
17. 13 czerwca 2015 – Walsall, Anglia – Bank's Stadium
18. 14 czerwca 2015 – Crooklands, Anglia – Westmorland County Showground
19. 16 czerwca 2015 – Cornwall, Anglia – The Eden Project
20. 17 czerwca 2015 – Cornwall, Anglia – The Eden Project
21. 19 czerwca 2015 – Glasgow, Szkocja – The SSE Hydro
22. 20 czerwca 2015 – Aberdeen, Szkocja – AECC Outdoor Venue
23. 23 czerwca 2015 – Vejle, Dania – Vejle Musiktheater
24. 28 czerwca 2015 – Lipsk, Niemcy – Leipziger Messe (Leipzig Trade Fair)
25. 1 lipca 2015 – Uppsala, Szwecja – Botaniska Trädgården
26. 3 lipca 2015 – Bergen, Norwegia – Bergenhus Festning
27. 4 lipca 2015 – Larvik, Norwegia – Golf Arena (Stavnerfestivalen)
28. 6 lipca 2015 – Kopenhaga, Dania – Tivoli Gardens
29. 11 lipca 2015 – Lucca, Włochy – Piazza Napoleone (Lucca Summer Festival)
30. 12 lipca 2015 – Rzym, Włochy – Terme di Carralla
31. 15 lipca 2015 – Malaga, Hiszpania – Palacio José María Martín Campena
32. 17 lipca 2015 – Gijon, Hiszpania – Las Mestas Sport Complex
33. 18 lipca 2015 – Andorra la Vella, Andora – Poliesportu d'Andora
34. 20 lipca 2015 – Madryt, Hiszpania – Teatro Real (Universal Music Festival)
35. 9 sierpnia 2015 – San Francisco, Kalifornia, USA – Golden Gate Park (Outside Land Festival)
36. 19 września 2015 – Atlanta, Georgia, USA – Piedmont Park (Music Midtown)
37. 20 września 2015 – Rio de Janeiro, Brazylia – New City of Rock (Rock in Rio VI)
38. 25 października 2015 – Austin, Teksas, USA – Austin360 Amphitheater (2015 United States Grand Prix)
39. 16 listopada 2015 – Osaka, Japonia – Osaka-jō Hall
40. 18 listopada 2015 – Jokohama, Japonia – Yokohama Arena
41. 21 listopada 2015 – Wellington, Nowa Zelandia – Westpac Stadium
42. 24 listopada 2015 – Wan Chai, Hongkong – Hong Kong Exhibition and Convention Centre
43. 27 listopada 2015 – Seul, Korea Południowa – Hyundai Card Understage
44. 29 listopada 2015 – Bangkok, Tajlandia – IMPACT Arena
45. 1 grudnia 2015 – Dover, Singapur – Star Performing Arts Centre
46. 2 grudnia 2015 – Dover, Singapur, Star Performing Arts Centre
47. 5 grudnia 2015 – Hunter Valley, Australia – Hope Estate Winery
48. 8 grudnia 2015 – Brisbane, Australia – Brisbane Entertainment Centre
49. 11 grudnia 2015 – Melbourne, Australia – Rod Laver Arena
50. 12 grudnia 2015 – Geelong, Australia – Mount Duneed Estate
51. 15 grudnia 2015 – Adelaide, Australia – Adelaide Entertainment Centre
52. 17 grudnia 2015 – Sydney, Australia – Hordern Pavillion
53. 19 grudnia 2015 – Sydney, Australia – Qantas Credit Union Arena

## Zespół Eltona Johna
- Elton John – wokal, fortepian
- Davey Johnstone – gitara, banjo, chórki
- Matt Bisonette – gitara basowa, chórki
- Kim Bullard – keyboardy
- Nigel Olsson – perkusja, chórki
- John Mahon – instrumenty perkusyjne, chórki